# Salitrillo, Mexquitic de Carmona
Salitrillo är en ort i Mexiko.   Den ligger i kommunen Mexquitic de Carmona och delstaten San Luis Potosí, i den centrala delen av landet, 400 km nordväst om huvudstaden Mexico City. Salitrillo ligger 1 906 meter över havet och antalet invånare är 341.
Terrängen runt Salitrillo är platt österut, men västerut är den kuperad. Terrängen runt Salitrillo sluttar österut. Runt Salitrillo är det tätbefolkat, med 570 invånare per kvadratkilometer. Närmaste större samhälle är San Luis Potosí, 16,1 km söder om Salitrillo. Omgivningarna runt Salitrillo är i huvudsak ett öppet busklandskap.